# Hemihypertrofie
Hemihypertrofie is een eenzijdige groeiafwijking (hypertrofie) van een of meer delen van het lichaam. Dit syndroom komt onder andere vaak voor bij personen die lijden aan het syndroom van Beckwith-Wiedemann (BWS).
Hemihypertrofie kan worden onderverdeeld in drie vormen:
- complexe hemihypertrofie, waarbij een gehele lichaamshelft is aangedaan
- eenvoudige hemihypertrofie, waarbij een of twee ledematen zijn aangedaan
- hemifaciale hypertrofie, waarbij het aangezicht, hoofd en aanverwante structuren zijn aangedaan

Asymmetrische groei van het hoofd is meestal vanaf de geboorte zichtbaar. Er zijn vooralsnog geen eenduidige gegevens beschikbaar ter voorkoming van de aandoening.